# Religionen in Tonga
Im Königreich Tonga gibt es eine Vielzahl von Religionen bzw. Konfessionen. Die Verfassung Tongas sichert die Glaubensfreiheit zu, solange damit kein Unheil getrieben wird. In der Volkszählung 2011 wurden 17 verschiedene Glaubensrichtungen unterschieden.

## Geschichte
Etwa 2000 Jahre lang wurde die polynesische Religion praktiziert, eine polytheistische Religion mit dem Gott Tangaloa als höchste Instanz.
Unter George Tupou I. wurde das Christentum zur offiziellen Religion Tongas erklärt und alle Bewohner mussten konvertieren. Die traditionelle Religion Tongas wird heute quasi nicht mehr praktiziert, Elemente der alten Religion haben aber noch große kulturelle Bedeutung. Dazu gehören die Verehrung der Vorfahren und die Überlieferungen über Schöpferwesen und Geistern. Die religiösen Mythen sowie Mana und Tapu sind trotz der Christianisierung noch im Denken der Menschen verhaftet.

## Methodistischer/Wesleyanischer Glaube

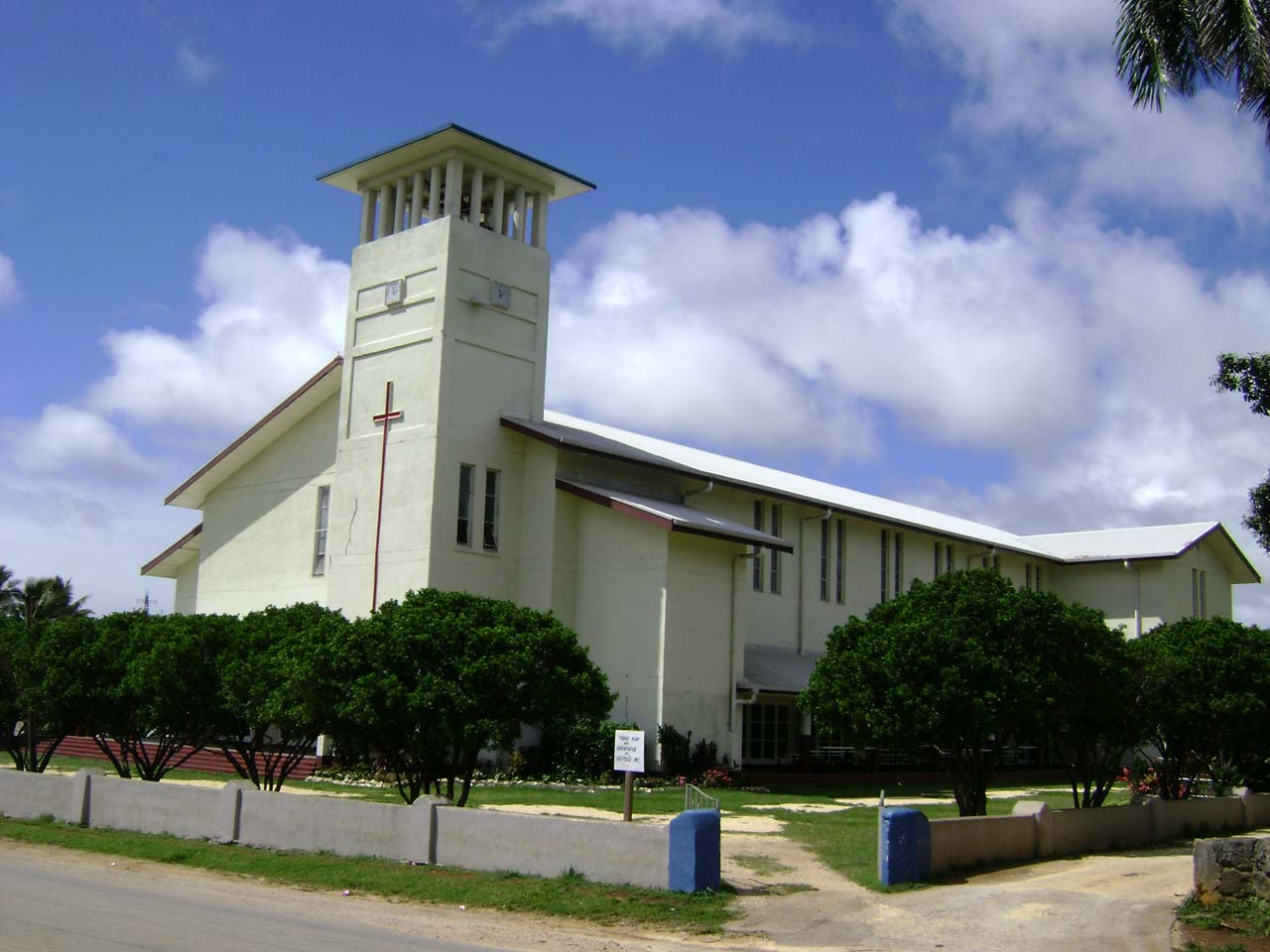
Centenary Church (Krönungskirche)

Traditionell nimmt der methodistische Glaube der Wesleyanischen Kirche von Tonga eine Sonderstellung ein, da diese dem tongaischen Königshaus nahe steht. 2011 waren 35,5 Prozent der Bevölkerung Anhänger dieser Religion.
Die Free Church of Tonga mit 11,5 Prozent und die Church of Tonga mit 6,7 Prozent sind ebenfalls methodistische Konfessionen. Die Free Church of Tonga war vor 1924 die offizielle Staatskirche Tongas. Sie hat heute noch Mitglieder außerhalb des Königreichs, darunter u. a. in Neuseeland, Fidschi und Amerikanisch-Samoa.
In den 1970er Jahren entwickelte sich mit der Tokaikolo/Maamafo'ou eine weitere methodistische Kirche, der heute (Stand 2011) etwa 2,5 Prozent der Bevölkerung angehören.

## Sonstige Religionen und Konfessionen
18 Prozent der Bevölkerung und damit knapp 18.600 Menschen gehörten 2011 der Kirche Jesu Christi der Heiligen der Letzten Tage an, einem mormonischen Glauben. Dieser folgt nach Bevölkerungsanteil die Römisch-katholische Kirche mit 15 Prozent. Die Anglikanische Gemeinschaft spielt mit nur 728 Anhängern (Stand 2011) eine untergeordnete Rolle. Die Assembly of God und die Siebenten-Tags-Adventisten haben jeweils etwa 2300 bis 2600 Anhänger.
Kleine Religionen und Konfessionen mit weniger als 1000 Mitgliedern (Stand 2011) sind:
- Constitutional Church of Tonga
- Gospel Church
- Baha’i
- Hinduismus
- Islam
- Buddhismus
- Heilsarmee
- Zeugen Jehovas
- Pfingstbewegungen (mit Ausnahme des Assembly of God)